# Entomobryoides myrmecophilus
Entomobryoides myrmecophilus is een springstaartensoort uit de familie van de Entomobryidae. De wetenschappelijke naam van de soort is voor het eerst geldig gepubliceerd in 1886 door Reuter.